# Leptotarsus (Macromastix) gargettensis
Leptotarsus (Macromastix) gargettensis is een tweevleugelige uit de familie langpootmuggen (Tipulidae). De soort komt voor in het Australaziatisch gebied.